# Ananthura abyssorum
Ananthura abyssorum är en kräftdjursart som först beskrevs av Norman och Stebbing 1886.  Ananthura abyssorum ingår i släktet Ananthura och familjen Antheluridae. Inga underarter finns listade i Catalogue of Life.